# Kolexxxion
Kolexxxion è un album in studio collaborativo del produttore hip hop statunitense DJ Premier e del rapper statunitense Bumpy Knuckles, pubblicato il 27 marzo del 2012 da Gracie Productions. Il titolo fa riferimento al fatto che l'album è una sorta di raccolta di basi di Premier e di rime di Bumpy Knuckles, oltre a fare una citazione da Konexion, album di Knuckles del 2003. L'album vede le collaborazioni di Flavor Flav e di Nas.
Interamente prodotto da DJ Premier, il disco è composto da 17 tracce, alcune provenienti da altri album, ed è prevalentemente realizzato da beat rifiutati da altri artisti, tra cui Jay-Z e Immortal Technique. L'album entra nella Billboard 200, non riuscendo a salire oltre la 195ª posizione.

## Ricezione
| Recensione | Giudizio |
| ---------- | -------- |
| AllMusic   | [ 1 ]    |
| HipHopDX   | [ 3 ]    |
| Spin       | [ 6 ]    |
| RapReviews | [ 2 ]    |
| XXL        | positivo |

L'album ottiene recensioni generalmente positive. David Jeffries gli assegna tre stelle e mezzo su cinque per Allmusic: «con un veterano underground sul microfono (Bumpy Knuckles aka Freddie Foxxx) e un amato produttore in campo (DJ Premier), The KoleXXXion [...] è un manifesto che [...] fa la predica a tutti quelli che si sono allontanati dalla retta via. Il mix [...] di Premier di sporcizia graffiante e campioni funk è al contempo gradito e familiare come sempre, mentre Bumpy [...] è ugualmente intelligente ed esplosivo, come se in qualche modo avesse trascorso del tempo sia nella G-Unit sia nella Boogie Down Productions, ma questo mirabile e dettagliato ritorno non farà tornare indietro il tempo e potrebbe imparare dal paradosso di Bill Cosby. Quando si tratta di bambini, tranquilli, talentuosi e pieni di saggezza vengono sempre sconfitti quando arrivi in maniera prepotente e implacabile.»
Spin dà all'album cinque decimi, recensendolo negativamente. Wallace Reed scrive una recensione positiva per XXL: «DJ Premier e Bumpy Knuckles non hanno davvero bisogno di presentazioni, in quanto entrambi sono stati nel gioco hip-hop per quasi trent'anni. [...] con The KoleXXXion, Premo e Bumpy Knucks cercano di riportarlo all'essenza, con il suono sordo e il boom bap che le teste underground amano.» Wallace elogia la produzione di DJ Premier e i testi di Bumpy Knuckles. Positivo anche il giudizio di HipHopDX, che applaude la performance di Knuckles, ma critica le produzioni di Premier: «molti MCs che sono stati nel gioco tanto quanto Bumpy hanno avuto lo stesso problema: si lamentano di come il loro status non corrisponda alla qualità della musica che hanno pubblicato. Indipendentemente dal fatto che tali reclami siano validi, finiscono sempre per sminuire la qualità della propria musica. Bumpy, per merito suo, non cade nella trappola dell'autocommiserazione e dell'ipocrisia che hanno molti dei suoi pari. Un tizio prende il microfono e fa rime – punto. La sua retorica può essere ripetitiva a volte, ma in generale il grintoso veterano di Strong Island svolge il suo lavoro.»
Steve Juon di RapReviews assegna all'album nove decimi, paragonando la collaborazione del duo al gruppo Gang Starr, ed elogiando sia il rapping di Knuckles sia le produzioni di DJ Premier: «Lascia che [Bumpy Knuckles] sia il rapper più arrabbiato nel rap - con basi come questa [D'Lah] ci sono poche cose che suonano meglio. In effetti, l'unica cosa che sarebbe probabilmente migliore di questa è se Lil' Fame e Billy Danze stessero rappando con lui. Quello sarebbe un supergruppo così arrabbiato che potrebbe causare un'esplosione nucleare.» Juon scrive che «questo album suona come la rabbia repressa che sento quanto ascolto un rapper mediocre dietro l'altro su Shade 45 parlare continuamente sul nulla assoluto» e aggiunge: «ci sono solo due collaborazioni su questo album [...] Flavor Flav che fornisce ancora l'aggancio di Shake the Room è divertente ed è un ricordo di quanto siano entrambi profondi nel gioco. L'altra collaborazione [...] è un vero e proprio incontro leggendario che avviene sulle levigate melodie brevettate di Primo – Freddie Foxxx e Nasir Jones. Come questo non sia accaduto 20 anni fa è un fottuto mistero assoluto.»

## Tracce
Testi di James Campbell, Christopher Martin, William Jonathan Drayton (traccia 2), Nasir Jones (traccia 13), musiche di DJ Premier.
1. My Thoughts – 4:03
2. Shake the Room (featuring Flavor Flav) – 3:52
3. B.A.P. (Bumpy And Premier) – 5:19
4. eVrEEbOdEE – 2:17
5. wEaRe aT WaR – 3:26
6. P.A.I.N.E. (Pressure At Industry Expense) – 4:30
7. The Life – 3:49
8. F.Y.P.A.U. (Fuck Your Punk Ass Up) – 2:59
9. D'Lah – 4:27
10. More Levels – 4:50
11. GrEaTnEsS – 2:47
12. EyEnEvErPuTmY4cUsAwAy – 4:21
13. Turn Up the Mic (DJ Premier Remix) (featuring Nas) – 3:32
14. The Key – 3:00
15. OwNiT – 2:37
16. The Gang Starr Bus – 2:55
17. Word Iz Bond – 4:09

Durata totale: 62:53
Tracce bonus nell'edizione deluxe
Testi di Campbell, Martin, musiche di DJ Premier.
1. UnDaGrOuNdGoOn – 2:03
2. Mic & Gun – 4:00

## Classifiche

### Classifiche settimanali
| Classifica (2012)         | Posizione massima |
| ------------------------- | ----------------- |
| Stati Uniti               | 195               |
| US Heatseekers Albums     | 18                |
| US Independent Albums     | 33                |
| US Rap Albums             | 22                |
| US Top R&B/Hip-Hop Albums | 31                |